# 伊勢久留麻神社
伊勢久留麻神社（いせくるまじんじゃ）は兵庫県淡路市久留麻にある神社である。

## 概要
淡路島の東岸を南北に走る国道28号と島を横断する県道71号の交差点から、少し南に鎮座している。社伝によると敏達天皇の御代に伊勢国奄藝郡久留眞神社を勧請したという。往古「久留麻」は、来馬とも書かれたが、呉織の意味とも考えられている。
延喜式神名帳においては、淡路国十三座（大二座／小十一座）の中に数えられ、「大二座」とされている「淡路伊佐奈伎神社（名神大社・淡路国一之宮）」、「大和大國魂（）神社（名神大社・淡路国二之宮）に次いで小社十一座の筆頭に記載されている事から「淡路国三之宮」と呼ばれている。淡路島北部の仁井出身の幕末の高名な国学者・鈴木重胤（しげたね）をして「淡路島内においてはこの神社ほど由緒正しき神社はない」と言わしめたと伝わる。御祭神は天照大神の別名である大日霊貴尊（）。第三十代敏達天皇（527 - 585年）の頃、伊勢 国庵芸郡久留真神社を奉還し、建築されたと伝わっている。NHK『知られざる古代〜謎の北緯三四度三二分を行く』で紹介された古（）のロマン漂う神秘的な神社。同番組内で西のお伊勢さんとして紹介され、奈良の箸墓古墳を中心に伊勢神宮と東西対称に位置している。伊勢神島、伊勢斎宮跡、三輪山、室生寺、長谷寺、石上神社などとともに「太陽の道」とされる北緯34度32分にあり、古代の太陽信仰の拠点の一つとされている。

## 祭祀
- 例祭（春祭） - 5月5日
  - 町内から集まった御輿が練り歩き、五穀豊穣、豊漁、子供の成長を祈る。地元の女子中学生が担ぐギャル神輿が登場するなど、伝統の中にも現代的な感覚が融合している。多数の露店が立ち並び大勢の参拝者・観光客で賑わいを見せる[3]。
- 勤労感謝祭（新嘗祭） - 11月23日
- 節分祭 - 2月3日

## アクセス
- 神戸淡路鳴門自動車道 東浦ICから車で4分
- あわ神あわ姫バス 東浦事務所バス停から徒歩13分